# La Espigadilla (Panama)
La Espigadilla est un corregimiento situé dans le district de Los Santos, province de Los Santos, au Panama. En 2010, la localité comptait 1 675 habitants et une densité de 59,7 habitants/km2.

## Toponymie et genre
Elle tire son nom de spigadilla, une espèce d'herbe de la famille des Rubiaceae.

## Géographie physique
La Espigadilla est située aux coordonnées 7° 52′ 00″ N, 80° 23′ 00″ O. Selon les données de l'INEC, le corregimiento a une superficie de 28,1 km2.

## Démographie
Selon le recensement de 2010, le corregimiento avait une population d'environ 1 675 habitants. La densité de population était de 59,7 habitants par km².